# Europerspektywy
„Europerspektywy” – czasopismo biznesowe, którego siedziba znajduje się w Katowicach przy ulicy J. Kochanowskiego 11. 

## Działalność i dystrybucja
Czasopismo „Europerspektywy” działa głównie w województwie śląskim, a siedziba redakcji znajduje się w centrum Katowic przy ulicy J. Kochanowskiego 11. Czasopismo dociera do odbiorców w formie papierowej i elektronicznej. Nakład każdego wydania wynosi 3 tys. egzemplarzy. Dystrybucja obejmuje wysyłkę pocztową i dostępność na patronowanych wydarzeniach oraz w formie elektronicznej poprzez stronę internetową i media społecznościowe.
„Europerspektywy” adresują swoje treści głównie do przedsiębiorców, członków rad nadzorczych, właścicieli firm oraz przedstawicieli instytucji branżowych, klastrów i izb gospodarczych. Czasopismo stanowi platformę dla samorządów miejskich i regionalnych oraz organizacji kulturalnych, angażując się w rozwój tradycji i kultury województwa śląskiego.
Redaktorem naczelnym „Europerspektyw” jest Barbara Sadkowska. Na łamach miesięcznika publikują lub publikowali m.in.: Zygmunt Broniarek, Andrzej Stanisław Barczak, Małgorzata Handzlik, Aleksander Sieroń, Andrzej Szteliga, Łukasz Wyrzykowski, Jerzy Podsiadło, Dorota Marquardt czy Michał Zwyrtek.

## Historia
Od wiosny 2006 roku jest on wydawany przez prywatnego wydawcę. Finansowany wyłącznie z polskiego kapitału i niesponsorowany przez żadne instytucje regionalne czy ogólnopolskie. Założycielem i długoletnim redaktorem naczelnym był Janusz Pilszak. Po jego śmierci w lutym 2022 roku, schedę po ojcu przejął Robert Pilszak, kontynuując misję czasopisma z nowymi perspektywami i adaptując je do zmieniającej się rzeczywistości.

## Wyróżnienia
W ciągu lat działalności redakcja „Europerspektyw” oraz samo wydawnictwo zostały docenione przez szereg instytucji, takich jak Business Center Club, Regionalna Izba Gospodarcza w Katowicach, Fundacja Rozwoju Kardiochirurgii, Śląskie Stowarzyszenie Menadżerów oraz wiele innych. Czasopismo zostało uhonorowane „Perłą w Koronie” przez Regionalną Izbę Gospodarczą w Katowicach oraz otrzymało wyróżnienie za długoletnią współpracę od Regionalnej Izby Przemysłowo-Handlowej w Częstochowie.